# Synallaxis
Synallaxis – rodzaj ptaków z podrodziny ogończyków (Synallaxinae) w obrębie rodziny garncarzowatych (Furnariidae).

## Zasięg występowania
Rodzaj obejmuje gatunki występujące w krainie neotropikalnej – południowym Meksyku, Ameryce Centralnej i Południowej.

## Morfologia
Długość ciała 11–19 cm, masa ciała 9–26 g.

## Systematyka

### Etymologia
- Synallaxis: gr. συναλλαξις sunallaxis, συναλλαξεως sunallaxeōs „wymiana, zamiana”[5].
- Anabates: gr. αναβατης anabatēs „jeździec”, od αναβαινω anabainō „dosiadać”[6]. Gatunek typowy: Motacilla gujanensis J.F. Gmelin, 1789.

### Podział systematyczny
Do rodzaju należą następujące gatunki:

- Synallaxis hypochondriaca (Salvin, 1895) – ogończyk wielki
- Synallaxis chinchipensis Chapman, 1925 – ogończyk peruwiański
- Synallaxis stictothorax P.L. Sclater, 1859 – ogończyk białogardły
- Synallaxis zimmeri Koepcke, 1957 – ogończyk szarogłowy
- Synallaxis maranonica Taczanowski, 1879 – ogończyk Taczanowskiego
- Synallaxis gujanensis (J.F. Gmelin, 1789) – ogończyk płowy
- Synallaxis albilora von Pelzeln, 1856 – ogończyk białolicy
- Synallaxis scutata P.L. Sclater, 1859 – ogończyk obrożny
- Synallaxis cinerascens Temminck, 1823 – ogończyk szarobrzuchy
- Synallaxis brachyura Lafresnaye, 1843 – ogończyk śniady
- Synallaxis subpudica P.L. Sclater, 1874 – ogończyk siwobrody
- Synallaxis tithys Taczanowski, 1877 – ogończyk czarnolicy
- Synallaxis kollari von Pelzeln, 1856 – ogończyk rdzawosterny
- Synallaxis erythrothorax P.L. Sclater, 1855 – ogończyk meksykański
- Synallaxis candei d’Orbigny & Lafresnaye, 1838 – ogończyk białowąsy
- Synallaxis cinnamomea Lafresnaye, 1843 – ogończyk kreskowany
- Synallaxis cherriei Gyldenstolpe, 1930 – ogończyk rdzawolicy
- Synallaxis rutilans Temminck, 1823 – ogończyk rdzawy
- Synallaxis fuscorufa P.L. Sclater, 1882 – ogończyk kolumbijski
- Synallaxis castanea P.L. Sclater, 1856 – ogończyk czarnogardły
- Synallaxis unirufa Lafresnaye, 1843 – ogończyk jednobarwny
- Synallaxis moesta P.L. Sclater, 1856 – ogończyk ciemny
- Synallaxis cabanisi von Berlepsch & Leverkühn, 1890 – ogończyk maskowy
- Synallaxis macconnelli C. Chubb, 1919 – ogończyk brunatny
- Synallaxis infuscata O.M. de O. Pinto, 1950 – ogończyk nizinny
- Synallaxis cinerea zu Wied, 1831 – ogończyk bursztynowy
- Synallaxis ruficapilla Vieillot, 1819 – ogończyk rudogłowy
- Synallaxis hellmayri Reiser, 1905 – ogończyk rdzawobarkowy
- Synallaxis hypospodia P.L. Sclater, 1874 – ogończyk brazylijski
- Synallaxis spixi P.L. Sclater, 1856 – ogończyk ubogi
- Synallaxis albigularis P.L. Sclater, 1858 – ogończyk szarolicy
- Synallaxis beverlyae Hilty & Ascanio, 2009 – ogończyk rzeczny
- Synallaxis albescens Temminck, 1823 – ogończyk blady
- Synallaxis frontalis von Pelzeln, 1859 – ogończyk gajowy
- Synallaxis azarae d’Orbigny, 1838 – ogończyk andyjski
- Synallaxis courseni Blake, 1971 – ogończyk inkaski